# Атертон

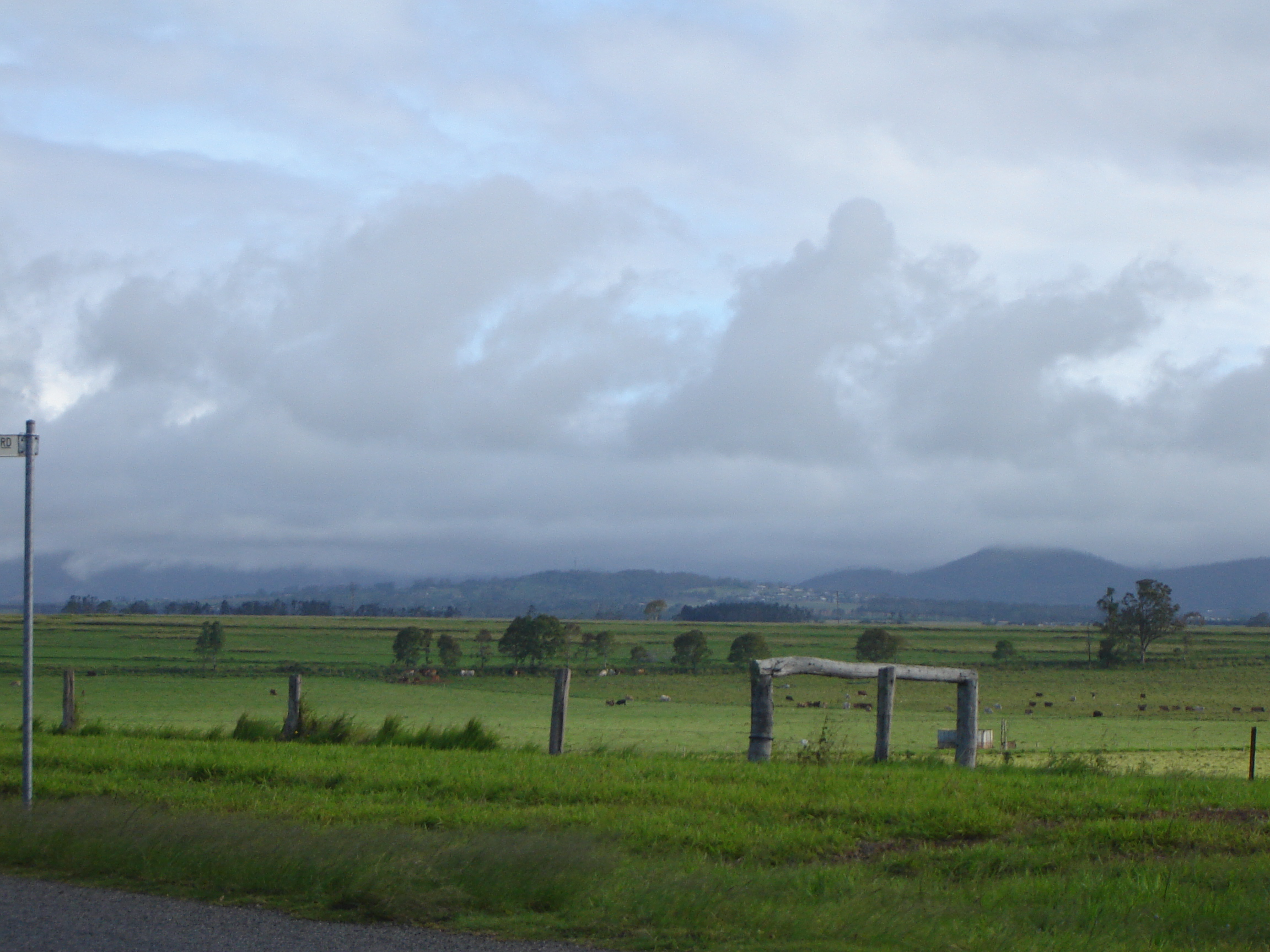
Плато Атертон, 2006 рік.

17°10′00″ пд. ш. 145°32′00″ сх. д. / 17.16666667° пд. ш. 145.53333333° сх. д.
Атертон (англ. Atherton Tableland) — родюче плато площею в 32.000 км2, частина Великого вододільного хребта в австралійському штаті Квінсленд. Розташоване на захід та на північний захід від Кернсу. Хоч плато знаходиться в тропіках, але його відносно велика висота над рівнем моря забезпечує клімат, що підходить для ведення молочного тваринництва. Висоти коливаються від 500 до 1.280 м. Родючість місцевих ґрунтів пояснюється вулканічним походженням території.
На основній річці Баррон, що протікає по плато, створено невелике водосховище озеро Тінару, яке використовують для ірригації, а також невелику гідроелектростанцію Тінару, потужністю в 1,6 МВт.